# Varennes-sur-Tèche
Varennes-sur-Tèche is een gemeente in het Franse departement Allier (regio Auvergne-Rhône-Alpes) en telt 261 inwoners (2004). De plaats maakt deel uit van het arrondissement Vichy.

## Geografie
De oppervlakte van Varennes-sur-Tèche bedraagt 18,2 km², de bevolkingsdichtheid is 14,3 inwoners per km².

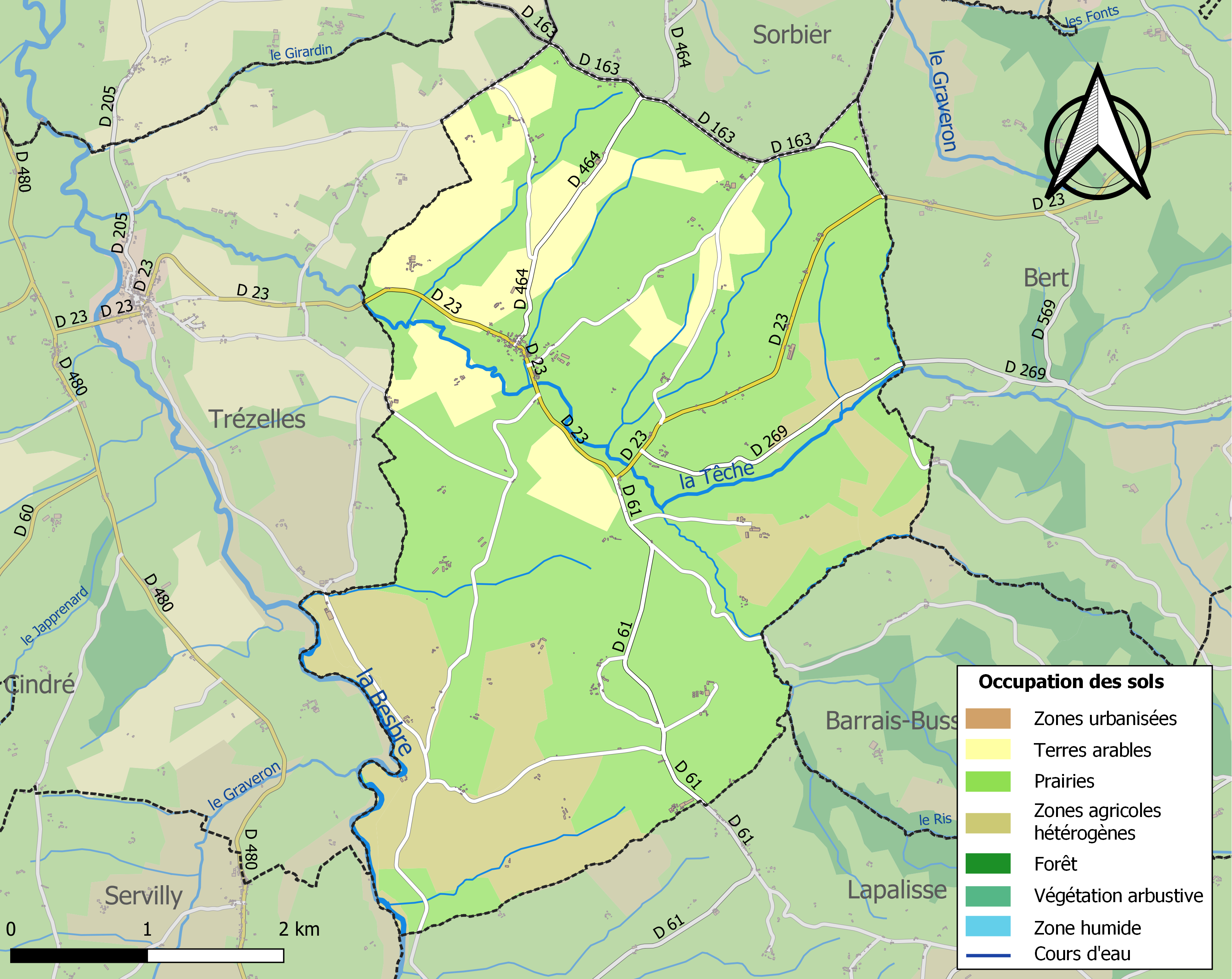
Kaart van de gemeente met de belangrijkste infrastructuur, bodemgebruik en omliggende gemeenten

## Demografie
Onderstaande figuur toont het verloop van het inwonertal (bron: INSEE-tellingen).
Vanwege een beveiligingsprobleem met de MediaWiki Graph-software is het momenteel niet mogelijk deze grafiek weer te geven. Zodra de software is bijgewerkt zal de grafiek vanzelf weer zichtbaar worden.